# 第3次グラッドストン内閣

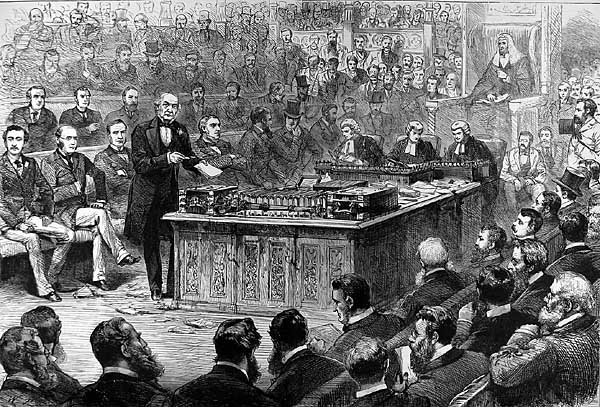
アイルランド自治法案を議会に提出するグラッドストンを描いた絵。

第3次グラッドストン内閣（だいさんじグラッドストンないかく、英語: Third Gladstone ministry）は、1886年2月から8月まで続いた自由党党首ウィリアム・グラッドストンを首相とするイギリスの内閣である。

## 成立の経緯
保守党政権第1次ソールズベリー侯爵内閣期に行われた1885年11月の解散総選挙は、自由党が大勝した後の総選挙であるから自由党が議席を落とすと予想されたが、ジョゼフ・チェンバレンの「3エーカーの土地と一頭の牛」キャンペーンが奏功し、自由党334議席、保守党250議席、アイルランド議会党86議席という結果に終わった。
これまで自由党党首ウィリアム・グラッドストンはアイルランド自治の方針を明確に公表しなかったため、アイルランド議会党は保守党政権寄りの態度を取っていたが、この選挙後、新議会の召集までの間にグラッドストンはアイルランド自治の方針を公表した。これにより1886年1月21日からの新議会では自由党とアイルランド議会党の連携が成り、第1次ソールズベリー侯爵内閣は1月27日の庶民院の採決に敗れ、総辞職を余儀なくされた。
グラッドストンを嫌うヴィクトリア女王は自由党内でアイルランド自治に反対するジョージ・ゴッシェンや第8代アーガイル公爵ジョージ・キャンベルを召集して後任首相について諮問しようとした。しかし両名ともグラッドストンに造反する勇気はなく、参内を拒否した。そのため女王は2月1日にもグラッドストンに三度目の組閣の大命を与えることを余儀なくされた。
しかしハーティントン侯爵スペンサー・キャヴェンディッシュ（後の第8代デヴォンシャー公爵）らホイッグ貴族の大半はアイルランド自治の方針に反発してグラッドストン内閣への入閣を拒否した。それでもなお入閣に同意したホイッグ貴族をグラッドストンは重要ポストに付けて厚遇している（第2代グランヴィル伯爵、第5代スペンサー伯爵、第5代ローズベリー伯爵、初代キンバリー伯爵、サー・ウィリアム・ハーコートなど）。
新急進派のジョゼフ・チェンバレンも入閣したが、グラッドストンは彼については厚遇しようとせず、彼の植民地大臣就任の希望を退け、自治長官職を与えた。

## 主な政策
同内閣におけるグラッドストンはほぼアイルランド自治法案のみに集中した。自治長官チェンバレンの作成した地方自治法案も検討することもなく却下した。
グラッドストンはアイルランド担当大臣に据えた急進主義者ジョン・モーレイとともにアイルランド自治法案を作り上げた。
グラッドストンは3月13日に閣議でこれを発表したが、チェンバレンとスコットランド担当大臣ジョージ・トレベリアンが「アイルランドの独立を招き、大英帝国を崩壊させる」法案であるとして激しく反発し、二人とも辞職した。この後、チェンバレンら新急進派はハーティントン侯爵らホイッグ派とともに自由党を離党して自由統一党という新党を形成した。女王もアイルランド自治法案に反発し、同法案を葬り去ろうと秘密裏に保守党と自由統一党の連携を斡旋した。
アイルランド自治法案は4月8日に議会に提出されたが、6月8日の庶民院において93名の自由党議員の造反で否決された。

## 総辞職の経緯
法案否決を受けてグラッドストンは、1886年6月から7月にかけて解散総選挙に踏み切った。グラッドストンはアイルランド自治を訴えて精力的に演説を行ったが、そのアイルランド一辺倒は有権者から選挙の関心を奪った。
結局、保守党316議席、自由党191議席、自由統一党78議席、アイルランド議会党85議席という結果に終わった。この結果を受けて、グラッドストンは7月20日に内閣総辞職した。代わって第2次ソールズベリー侯爵内閣が発足することとなった。

## 閣内大臣一覧
| 職名                                    | 名前                               | 在職期間        |
|                                         |                                    |                 |
| 首相 第一大蔵卿 王璽尚書 庶民院院内総務 | ウィリアム・グラッドストン         | 1886年2月 - 8月 |
|                                         |                                    |                 |
| 大法官                                  | 初代ハーシェル男爵                 | 1886年2月 - 8月 |
| 枢密院議長                              | 第5代スペンサー伯爵                | 1886年2月 - 8月 |
| 内務大臣                                | ヒュー・チルダース                 | 1886年2月 - 8月 |
| 外務大臣                                | 第5代ローズベリー伯爵              | 1886年2月 - 8月 |
| 植民地大臣 貴族院院内総務               | 第2代グランヴィル伯爵              | 1886年2月 - 8月 |
| 陸軍大臣                                | ヘンリー・キャンベル＝バナマン     | 1886年2月 - 8月 |
| インド担当大臣                          | 初代キンバリー伯爵                 | 1886年2月 - 8月 |
| 財務大臣                                | サー・ウィリアム・ハーコート       | 1886年2月 - 8月 |
| 海軍大臣                                | 初代リポン侯爵                     | 1886年2月 - 8月 |
| 通商長官                                | アンソニー・ジョン・マンデラ       | 1886年2月 - 8月 |
| 自治長官                                | ジョゼフ・チェンバレン             | 1886年2月 - 4月 |
|                                         | ジェイムズ・スタンフェルド         | 1886年4月 - 8月 |
| アイルランド担当大臣                    | ジョン・モーレイ                   | 1886年2月 - 8月 |
| スコットランド担当大臣                  | ジョージ・オットー・トレヴェリアン | 1886年2月 - 4月 |